# أليكسيس سكاي
أليكسيس سكاي (بالإنجليزية: Alexis Skye) (مواليد 28 أغسطس 1974) عارضة أزياء أمريكي، توجت في عام 2008 من قبل موسوعة غينيس للأرقام القياسية باسم «أطول عارضة أزياء وعارضة بيكيني في العالم». وقد ظهرت في العديد من الفعاليات مثل أرنولد كلاسيك، اعتبارا من عام 2013 ، هي المتحدثة باسم ملاحق غاما أوه الصحية.

## روابط خارجية
- أليكسيس سكاي على موقع IMDb (الإنجليزية)

- أليكسيس سكاي في قاعدة بيانات الأفلام على الإنترنت
- Modeling Portfilo at Glamour Models.com
- TallWomenFans.com
- Modeling Profile at ModelMayhem.com
- Modeling Profile at OneModelPlace.com